# Primeira revolta de Boa Vista
A primeira revolta de Boa Vista do Tocantins, por vezes denominada de primeira guerrilha do Tocantins, foi uma série de acontecimentos que ocorreram no norte do estado de Goyaz, envolvendo também o estado do Maranhão. As hostilidades se iniciaram em março de 1892, e só foram finalizadas após a mediação de autoridades maranhenses e do frei Gil de Vila Nova.
O conflito envolveu grupos oligarcas locais, que se enfrentaram após a proclamação da república, pelo domínio do poder na esfera regional. A revolta também foi de cunho emancipacionista, pois tinha o objetivo de desvincular o norte de Goyaz da tutela de Vila Boa de Goyaz.

## Antecedentes
A província de Goiás, que à época do império, era governada por grupos conservadores ligados a Dom Pedro II, teve sua frágil estrutura política abalada após a proclamação da república, feita pelo Marechal Deodoro da Fonseca. A unidade do estado estava continuamente sob ameaça de movimentos secessionistas, principalmente alojados na região norte do território.
Inúmeras declarações separatistas haviam sido feitas, sendo as mais relevantes por Theotônio Segurado, que por seguidas vezes intentou criar a província de São João da Palma (também chamada de São João das Duas Barras), e por Leão Leda, que chegou a declarar a República de Pastos Bons, que englobava os territórios do atual estado do Tocantins, sul do Pará, e sul do estado do Maranhão.
Outro fator que antecedeu a revolta foi a situação de caos vivida na região após a destituição das autoridades constituídas pelas forças imperiais. Isto permitiu que outros grupos oligarcas almejassem ascender a política local, normalmente utilizando meios coercitivos.

## A revolta

### Desdobramentos iniciais
O coronel Carlos Gomes Leitão, chefe político de Boa Vista do Tocantins ligado ao Partido Republicano de Goiás (bullhonistas/deodoristas), se beneficiou politicamente com a queda do império, pois viu seus inimigos políticos (ligados ao império) serem destituídos. E após a saida de Deodoro, em 23 de novembro de 1981,  Aproveitando-se da situação, tomou o poder local, a pedido de Bulhões, e tornou-se deputado constituinte, e chefe da Coletoria de Impostos da Província de Goyaz.
Após tomar o poder local Leitão, sendo ligado ao então presidente do estado do Maranhão, Manuel Inácio Belfort Vieira, disseminou na região a proposta de separação da região norte de Goyaz, e a anexação desta ao estado do Maranhão. Não obtendo apoio entre os próprios políticos maranhenses, propõe que o norte de Goyaz se separe juntamente com o sul do Grão-Pará para formar a província de Boa Vista. Os movimentos acirraram os ânimos dos demais grupos políticos conservadores locais, os florianistas, e também chamou a atenção dos grupos políticos de Vila Boa e Porto Nacional, que imediatamente reagiram. A diocese de Vila Boa de Goyaz publicou em seu periódico uma nota repudiando a atitude do coronel, e em seguida o frei Francisco de Monsavito o excomungou.
Em 1893 Leitão chegou a declarar-se presidente (governador) da província autônoma de Boa Vista, mas não conseguiu o suporte político que desejava, e acabou por fazer mais inimigos, principalmente dentro da diocese de Goyaz.
Leitão, se aproveitando de sua posição como juiz da comarca de Boa Vista, arquivara em 1890 o processo criminal de seu inimigo político, Cláudio Gouveia (acusado de assassinato), e passou a leiloar os bens pertencentes a este de forma irregular, muitas vezes adquirindo os próprios bens leiloados. Ao assumir o cargo de deputado constituinte teve de se licenciar de sua função de juiz, e em seu lugar foi nomeado o pernambucano Henrique Hermeto Martins. O juiz Hermeto Martins reabriu o processo criminal de Cláudio Gouveia e o inocentou, revertendo também os leilões irregulares feitos por Leitão. Leitão imediatamente reagiu, e tentou impor a destituição do magistrado, não logrando sucesso. Este ato ocasionou o estopim da crise política na região.

### Acirramento do conflito
No início de março de 1892 frei Gil de Vila Nova, apoiado pela diocese, e pelo intendente municipal Francisco de Sales Maciel Perna, inimigo político de Leitão, expulsam-no da cidade de Boa Vista, obrigando-o a ir para Carolina no Maranhão. Neste episódio um irmão de Leitão acaba por ser assassinado.
Leitão e seu grupo político arregimentaram armas e peões (pistoleiros), e em 31 de março de 1892 tentaram retomar o controle da cidade. O confronto seguiu até 2 de abril, com Leitão sendo novamente expulso.
Após este episódio Leitão tentou consecutivas vezes tomar o controle de Boa Vista. Em agosto de 1893, Leitão retoma o controle da cidade ao prender o intendente Maciel Perna. Ele consegue enviá-lo preso ao Rio de Janeiro, mas Maciel Perna livra-se por meio de um habeas corpus e retorna a cidade. Leitão aproveita-se da oportunidade e declara-se presidente (cargo á época correspondente ao de governador) da província autônoma de Boa Vista, estabelecendo seu governo na cidade homônima. Em dezembro após um novo confronto perde definitivamente o controle da cidade, e é expulso.

### Desfecho
Após fracassadas tentativas de retomar o controle de Boa Vista, Leitão aceita negociar o fim do conflito com os irmãos Maciel Perna em fevereiro de 1894. Com mediação de políticos maranhenses e do frei Gil de Vila Nova o conflito acaba, com Leitão e seu grupo político abandonando definitivamente a região. Leitão se dirige com seus aliados e sua família para o Grão-Pará.
Após o armistício de 1894 fortaleceu-se na região o grupo conservador, ligado ao Partido Democrata, liderado pelos irmãos Maciel Perna. O armistício também enfraqueceu o projeto secessionista regional, que ficou paralisado até 1907, entretanto serviu para fazer ressurgir a luta pela emancipação de Tocantins, que havia ficado estagnada desde a morte de Theotônio Segurado.
A crise política deixou profundas marcas na sociedade local. Este fato acabou levando a Segunda revolta de Boa Vista, que ocorreu devido aos mesmos fatores que levaram a primeira: questões emancipacionistas e luta entre grupos oligarcas pelo domínio da política local.